# Antidorcas
Antidorcas és un gènere d'antilopinis que només conté una espècie vivent, la gasela saltadora (A. marsupialis). Tanmateix, el gènere no és monofilètic, ja que conté una espècie extinta que visqué durant el Pliocè, A. recki; i dues espècies desaparegudes més que s'extingiren fa 7.000 anys, A. australis i A. bondi.